# Графство Вианден
Графството Вианден (на немски: Grafschaft Vianden) е територия на Свещената Римска империя, създадено през Развитото Средновековие през 12 век и попада чрез женитба през 15 век на Дом Насау. Неговият главен замък Бург Вианден, се намира в Кантон Вианден в Люксембург.

## История
През 1090 г. за пръв път е споменат Comes de Vianne с името Бертолф. Неговата фамилия дава от 1150 г. фогти на абатство Прюм в Германия. Фамилията се сродява с Графство Спонхайм.
Чрез женитбата си Хайнрих I (1200 – 1252) през 1216 г. за Маргарета (1194 – 1270) от Куртене поема за кратко Маркграфство Намюр. През 1264 г. графството Вианден е зависимо от графовете на Люксембург. С Хайнрих II през 1337 г. старата фамилия Вианден изчезва по мъжка линия.
С женитбата на Симон III фон Спонхайм-Кройцнах за наследничката Мария фон Вианден през 1346 г. графството Вианден е до 1417 г. в ръцете на графовете на Спонхайм. След смъртта на Елизабет, последната графиня на Предното графство Спонхайм, омъжена за Енгелберт III фон Марк, графството Вианден е наследено от Енгелберт I фон Насау-Диленбург.

## Гербове
- Герб на графовете на Вианден до Филип I, след това герб на господарите на Бранденбург.
- Герб на граф Филип I от Вианден.
- Герб на графовете на Вианден от Готфрид I.